# Turmhügel Das Pürgel
Der Turmhügel Das Pürgel ist eine abgegangene Turmhügelburg (Motte) in dem Ortsteil Untergünzkofen des niederbayerischen Marktes Reisbach im Landkreis Dingolfing-Landau. Er liegt ca. 95 m östlich der Ortskirche St. Wolfgang. Er wird als Bodendenkmal unter der Aktennummer D-2-7341-0049 im Bayernatlas als „mittelalterlicher Turmhügel ‚Das Pürgel‘“ geführt.

## Beschreibung
Der Turmhügel liegt in einem steilen, von Laub- und Nadelholz bewachsenen Osthang zum Tal des Kaltenbachs. Er ist ein steil geböschter Kegel mit einem abgerundeten Plateau von etwa 15 m Durchmesser. Der Burgkegel fällt nach Norden, Osten und Süden um 6 m und nach Westen um 8 m ab. Um ihn herum zieht sich ein breiter, flacher Graben; seine Außenböschung beträgt zwischen 1,5 und 3 m. Im Norden und Süden wird der Graben durch einen nach den beiden Flanken gerichteten Damm gebildet. Die Grabensohle verläuft von Norden über Osten und Süden annähernd horizontal und senkt sich im Süden um 2 m. Auf dem Plateau befinden sich zwei Eingrabungslöcher; diese belegen den Aufbau des Turmhügels durch lehmigen Kies, der von Ziegelschutt überdeckt ist (Ziegelformate 34 × 12,5 × 6 cm, Dachpfannen 19,5 cm breit, 2 cm dick, gewölbte Firstpfannen 15 cm breit, 7 – 8 cm Wölbung).